# Ana Sousa Dias
Ana Maria de Oliveira de Sousa Dias (Lisboa, 3 de Agosto de 1956) é uma jornalista portuguesa.

## Carreira
Iniciou a sua carreira na publicação "Vida Rural", do grupo "Diário de Notícias", em 1975. Passou pelo Diário de Notícias, O Diário, Expresso e Público. Estreou-se na televisão, na RTP-2, com o programa de entrevistas "Por Outro Lado". Apresentou em 2007 a série "O Meu Bairro". Realiza também entrevistas na Antena 1.
Em Março de 2017, sendo redactora principal do jornal Diário de Notícias, foi nomeada curadora do Prémio Oceanos de Literatura em Língua Portuguesa, antigo Prémio Portugal Telecom de Literatura, quando este foi pela primeira vez aberto a todos os livros publicados em língua portuguesa em qualquer país, juntando-se aos curadores brasileiros Selma Caetano e Manuel da Costa Pinto.
Foi indigitada, ao lado de Graça Franco, para Provedora do Ouvinte e do Telespectador  pelo Conselho da Administração da RTP em 2021. 

## Prémios
- Em Junho de 2004, foi distinguida com o Grande Prémio Gazeta 2003, no valor pecuniário de vinte mil euros, organizado pelo Clube de Jornalistas, pelo modo como conduziu as entrevistas no programa "Por Outro Lado". O júri assinalou "o registo sóbrio, calmo e contido da entrevistadora", que "cria com os convidados uma discreta cumplicidade, abrindo-lhes o espaço, dando-lhes oportunidade e proporcionando as condições para que as atenções do público se centrem naquilo que é realmente importante".[4]

- Em 2024, em cerimónia ocorrida na Câmara Municipal de Lisboa, volta a ser distinguida pelo Clube de Jornalistas, mas desta vez com com o Prémio Gazeta de Mérito 2022.[5]

## Ligações Externas
- Programa Por Outro Lado, no qual Ana Sousa Dias conduziu uma série de entrevistas a personalidades portuguesas
- Ana Sousa Dias entrevistada no O lugar da mediação (2020)